# Raduni 1995-2005
Raduni 1995-2005 è un doppio album di Max Gazzè, pubblicato nel 2005 e contenente alcune delle sue canzoni più famose fino ad allora pubblicate dal cantautore romano dall'esordio nel '96.
Sono compresi anche 4 brani inediti, tra cui il singolo Splendere ogni giorno il sole che è uscito per promuovere l'album.

## Tracce
Disco 1
1. Splendere ogni giorno il sole - 3:56 (inedito)
2. Sexy - 3:30 (inedito)
3. La nostra vita nuova - 4:39
4. Non era previsto - 4:26
5. Preferisco così - 4:31
6. La favola di Adamo ed Eva - 4:23
7. Sirio è sparita - 3:00
8. L'uomo più furbo - 4:06
9. Il motore degli eventi - 4:44
10. Cara Valentina - 3:58
11. La mente dell'uomo - 3:53
12. Quel che fa paura - 4:36
13. Su un ciliegio esterno - 4:24
14. Raduni ovali - 4:41
15. In questo anno di non amore - 3:08

Disco 2
1. Di nascosto - 4:14 (inedito)
2. Chançon idiomatique - 4:29 (inedito)
3. Gli anni senza un dio - 4:13
4. Una musica può fare - 4:10
5. Non è più come prima - 3:35
6. Se piove - 4:10
7. Il bagliore dato a questo sole - 5:06
8. Annina - 3:28
9. L'amore pensato - 3:52
10. Il timido ubriaco - 3:40
11. Comunque vada - 3:50
12. Vento d'estate - 3:45
13. Poeta minore - 4:02
14. Questo forte silenzio - 4:06
15. Buonanotte - 4:36